# X Governo Regional dos Açores
O X Governo Regional dos Açores foi formado com base nas eleições legislativas regionais de 19 de outubro de 2008, em que o Partido Socialista (PS) obteve a maioria absoluta com 49,92% dos votos. Sendo Carlos César o líder regional do PS, foi convidado a formar governo. O governo foi empossado e entrou em funções a 18 de novembro de 2008, mantendo-se em funções até à posse do novo governo a 6 de novembro de 2012.

## Composição[1]
| Cargo                                                             | Detentor                                   | Partido | Partido                          | Período                                        |
| ----------------------------------------------------------------- | ------------------------------------------ | ------- | -------------------------------- | ---------------------------------------------- |
| Presidente do Governo Regional dos Açores                         | Carlos Manuel Martins do Vale César        |         | PS                               | 18 de novembro de 2008 a 6 de novembro de 2012 |
| Vice-presidente do Governo Regional dos Açores                    | Sérgio Humberto Rocha de Ávila             |         | PS                               | 18 de novembro de 2008 a 6 de novembro de 2012 |
| Secretário Regional da Presidência                                | André Jorge Dionísio Bradford†             |         | PS                               | 18 de novembro de 2008 a 6 de novembro de 2012 |
| Subsecretário Regional dos Assuntos Europeus e Cooperação Externa | Rodrigo Vasconcelos de Oliveira            |         | PS                               | 18 de novembro de 2008 a 6 de novembro de 2012 |
| Secretária Regional da Educação e Formação                        | Maria Lina Pires Sousa Mendes              |         | Independente [carece de fontes?] | 18 de novembro de 2008 a 27 de janeiro de 2011 |
| Secretária Regional da Educação e Formação                        | Cláudia Alexandra Coelho Cardoso           |         | PS                               | 17 de janeiro de 2011 a 6 de novembro de 2012  |
| Secretário Regional da Ciência, Tecnologia e Equipamentos         | José António Vieira da Silva Contente      |         | PS                               | 18 de novembro de 2008 a 6 de novembro de 2012 |
| Secretário Regional da Economia Secretária Regional da Economia   | Vasco Ilídio Alves Cordeiro                |         | PS                               | 18 de novembro de 2008 a 19 de abril de 2012   |
| Secretário Regional da Economia Secretária Regional da Economia   | Luísa Maria Estrela Rego Miranda Schanderl |         | Independente [carece de fontes?] | 19 de abril de 2012 a 6 de novembro de 2012    |
| Secretária Regional do Trabalho e Solidariedade Social            | Ana Paula Pereira Marques                  |         | PS                               | 18 de novembro de 2008 a 6 de novembro de 2012 |
| Secretário Regional da Saúde                                      | Miguel Fernandes Melo de Sousa Correia     |         | Independente [carece de fontes?] | 18 de novembro de 2008 a 6 de novembro de 2012 |
| Secretário Regional da Agricultura e Florestas                    | Noé Venceslau Pereira Rodrigues            |         | Independente [carece de fontes?] | 18 de novembro de 2008 a 6 de novembro de 2012 |
| Secretário Regional do Ambiente e do Mar                          | José Gabriel do Álamo de Meneses           |         | PS                               | 18 de novembro de 2008 a 6 de novembro de 2012 |
| Subsecretário Regional das Pescas                                 | Marcelo Leal Pamplona                      |         | Independente                     | 18 de novembro de 2008 a 6 de novembro de 2012 |

### Direções Regionais
Cada membro do Governo Regional tem na sua dependência uma ou mais Direções Regionais.
| Cargo | Detentor                                            | Período                                         |
| Presidência do Governo                                                                                          | Presidência do Governo                              | Presidência do Governo                          |
| --- | --------------------------------------------------- | ----------------------------------------------- |
| Diretor Regional da Cultura                                                                                     | Maria Gabriela Silveira Ferreira Canavilhas         | 1 de dezembro de 2008 – 26 de outubro de 2009   |
| Diretor Regional da Cultura                                                                                     | Jorge Augusto Paulus Bruno                          | 26 de outubro de 2009 – 29 de novembro de 2012  |
| Vice-Presidência do Governo                                                                                     |                                                     |                                                 |
| Diretor Regional do Orçamento e Tesouro                                                                         | José António Gomes                                  | 1 de dezembro de 2008 – 29 de novembro de 2012  |
| Diretor Regional da Organização e Administração Pública                                                         | Vítor Jorge Ribeiro dos Santos                      | 1 de dezembro de 2008 – 29 de novembro de 2012  |
| Diretor Regional do Planeamento e Fundos Estruturais                                                            | Rui Manuel Gaiola Von Amann                         | 1 de dezembro de 2008 – 29 de novembro de 2012  |
| Secretaria Regional da Presidência                                                                              |                                                     |                                                 |
| Diretor Regional da Juventude                                                                                   | Bruno Miguel Correia Pacheco                        | 1 de dezembro de 2008 – 29 de novembro de 2012  |
| Diretora Regional das Comunidades                                                                               | Rita Nazaré Soares Bettencourt Faria Machado Dias   | 30 de janeiro de 2009 – 1 de outubro de 2010    |
| Diretora Regional das Comunidades                                                                               | Maria da Graça Borges Castanho                      | 1 de outubro de 2010 – 29 de novembro de 2012   |
| Secretaria Regional da Educação e Formação                                                                      |                                                     |                                                 |
| Diretora Regional da Educação e Formação                                                                        | Fabíola Jael de Sousa Cardoso                       | 1 de dezembro de 2008 – 1 de fevereiro de 2011  |
| Diretora Regional da Educação e Formação                                                                        | Maria da Graça Lopes Teixeira                       | 1 de fevereiro de 2011 – 29 de novembro de 2012 |
| Diretor Regional do Desporto                                                                                    | Rui Alberto Gouveia dos Santos                      | 1 de dezembro de 2008– 1 de novembro de 2009    |
| Secretaria Regional da Ciência, Tecnologia e Equipamentos                                                       |                                                     |                                                 |
| Diretor Regional da Ciência, Tecnologia e Comunicações                                                          | Paulo Simão Carvalho de Borba Menezes               | 1 de dezembro de 2008 – 29 de novembro de 2012  |
| Diretor Regional dos Equipamentos e Transportes Terrestres                                                      | Miguel António Moniz da Costa                       | 1 de dezembro de 2008 – 29 de novembro de 2012  |
| Secretaria Regional da Economia                                                                                 |                                                     |                                                 |
| Diretor Regional do Apoio à Coesão Económica                                                                    | Arnaldo Fernandes de Oliveira Machado               | 1 de dezembro de 2008 – 1 de abril de 2009      |
| Diretor Regional de Apoio ao Investimento e à Competitividade                                                   | Arnaldo Fernandes de Oliveira Machado               | 1 de abril de 2009 – 29 de novembro de 2012     |
| Diretora Regional dos Transportes Aéreos e Marítimos                                                            | Lucília Maria Teves Tavares Soares                  | 1 de dezembro de 2008 – 29 de novembro de 2012  |
| Diretor Regional do Turismo                                                                                     | Miguel de Oliveira Rodrigues Cymbron                | 1 de janeiro de 2009 – 29 de novembro de 2012   |
| Secretaria Regional do Trabalho e Solidariedade Social                                                          |                                                     |                                                 |
| Diretor Regional da Habitação                                                                                   | Carlos Manuel Redondo Faias                         | 1 de dezembro de 2008 – 29 de novembro de 2012  |
| Diretor Regional do Trabalho, Qualificação Profissional e Defesa do Consumidor                                  | Rui Jorge da Silva Leite Bettencourt                | 31 de dezembro de 2008 – 29 de novembro de 2012 |
| Diretora Regional da Solidariedade e Segurança Social                                                           | Isabel Maria Dinis Berbereia                        | 1 de dezembro de 2008 – 17 de maio de 2010      |
| Diretora Regional da Solidariedade e Segurança Social                                                           | Paula Cristina Pereira de Azevedo Pamplona Ramos    | 17 de maio de 2010 – 7 de junho de 2011         |
| Diretora Regional da Solidariedade e Segurança Social                                                           | Natércia da Conceição Reis Gaspar                   | 7 de junho de 2011 – 29 de novembro de 2012     |
| Diretora Regional da Igualdade de Oportunidades (direção extinta a 6 de junho de 2011)                          | Natércia da Conceição Reis Gaspar                   | 9 de janeiro de 2009 – 7 de junho de 2011       |
| Secretaria Regional da Saúde                                                                                    |                                                     |                                                 |
| Diretora Regional da Saúde                                                                                      | Sofia Adriana Carvalho Duarte                       | 1 de dezembro de 2008 – 29 de novembro de 2012  |
| Diretora Regional da Prevenção e Combate às Dependências                                                        | Paula Cristina Toledo Costa                         | 9 de janeiro de 2009 – 29 de novembro de 2012   |
| Secretaria Regional da Agricultura e Florestas                                                                  |                                                     |                                                 |
| Diretor Regional dos Recursos Florestais                                                                        | José Fernando Pimentel Mendes                       | 1 de dezembro de 2008 – 1 de abril de 2010      |
| Diretor Regional dos Recursos Florestais                                                                        | Anabela Miranda Isidoro                             | 1 de abril de 2010 – 29 de novembro de 2012     |
| Diretor Regional do Desenvolvimento Agrário                                                                     | Joaquim Mário Grilo Pires                           | 1 de dezembro de 2008 – 29 de novembro de 2012  |
| Diretora Regional dos Assuntos Comunitários da Agricultura                                                      | Fátima da Conceição Lobão Santos da Silveira Amorim | 1 de dezembro de 2008 – 29 de novembro de 2012  |
| Secretaria Regional do Ambiente e do Mar                                                                        |                                                     |                                                 |
| Diretor Regional da Energia                                                                                     | José António Cabral Vieira                          | 9 de janeiro de 2009 – 2 de julho de 2011       |
| Diretor Regional da Energia                                                                                     | Catarina Goulart Chamacame Furtado                  | 11 de julho de 2011 – 29 de novembro de 2012    |
| Diretor Regional do Ordenamento do Território e dos Recursos Hídricos (direção extinta a 3 de novembro de 2011) | João Luís Roque Baptista Gaspar                     | 1 de dezembro de 2008 – 3 de novembro de 2011   |
| Diretor Regional dos Assuntos do Mar (direção criada a 21 de setembro de 2010)                                  | Frederico Abecasis David Cardigos                   | 1 de outubro de 2010 – 29 de novembro de 2012   |
| Diretor Regional do Ambiente                                                                                    | Frederico Abecasis David Cardigos                   | 1 de dezembro de 2008 – 1 de outubro de 2010    |
| Diretor Regional do Ambiente                                                                                    | João Carlos Correia Lemos Bettencourt               | 1 de outubro de 2010 – 29 de novembro de 2012   |